# Barcelona Ladies Open 2011 - Qualificazioni singolare
Le qualificazioni del singolare  del Barcelona Ladies Open 2011 sono state un torneo di tennis preliminare per accedere alla fase finale della manifestazione. I vincitori dell'ultimo turno sono entrati di diritto nel tabellone principale. In caso di ritiro di uno o più giocatori aventi diritto a questi sono subentrati i lucky loser, ossia i giocatori che hanno perso nell'ultimo turno ma che avevano una classifica più alta rispetto agli altri partecipanti che avevano comunque perso nel turno finale.

## Players

### Teste di serie
1. Jamie Hampton (ultimo turno) (Lucky loser)
2. Maria Elena Camerin (ultimo turno) (Lucky loser)
3. Misaki Doi (primo turno)
4. Zuzana Kučová (qualificata)

1. Ol'ga Savčuk (primo turno)
2. Chang Kai-chen (qualificata)
3. Zarina Dijas (primo turno)
4. Sílvia Soler Espinosa (qualificata)

### Qualificate
1. Sílvia Soler Espinosa
2. Chang Kai-chen

1. Estrella Cabeza Candela
2. Zuzana Kučová

### Lucky losers
1. Jamie Hampton
2. Maria Elena Camerin

## Tabellone qualificazioni

### 1ª sezione
|  | Primo turno | Primo turno           | Primo turno           | Primo turno   | Primo turno   |  |  | Ultimo turno | Ultimo turno          | Ultimo turno          | Ultimo turno | Ultimo turno |  |
|  |             |                       |                       |               |               |  |  |              |                       |                       |              |              |  |
|  | 1           | Jamie Hampton         | Jamie Hampton         | Jamie Hampton | Jamie Hampton |  |  |              |                       |                       |              |              |  |
|  |             | Bye                   | Bye                   | Bye           | Bye           |  |  | 1            | Jamie Hampton         | Jamie Hampton         | 2            | 63           |  |
|  |             | Pilar Domínguez-López | Pilar Domínguez-López | 1             | 0             |  |  | 8            | Sílvia Soler Espinosa | Sílvia Soler Espinosa | 6            | 7            |  |
|  | 8           | Sílvia Soler Espinosa | Sílvia Soler Espinosa | 6             | 6             |  |  |              |                       |                       |              |              |  |

### 2ª sezione
|  | Primo turno | Primo turno         | Primo turno         | Primo turno         | Primo turno         |  |  | Ultimo turno | Ultimo turno        | Ultimo turno        | Ultimo turno | Ultimo turno |  |
|  |             |                     |                     |                     |                     |  |  |              |                     |                     |              |              |  |
|  | 2           | Maria Elena Camerin | Maria Elena Camerin | Maria Elena Camerin | Maria Elena Camerin |  |  |              |                     |                     |              |              |  |
|  |             | Bye                 | Bye                 | Bye                 | Bye                 |  |  | 2            | Maria Elena Camerin | Maria Elena Camerin | 2            | 64           |  |
|  | WC          | Sophie Lefèvre      | Sophie Lefèvre      | 2                   | 1                   |  |  | 6            | Chang Kai-chen      | Chang Kai-chen      | 6            | 7            |  |
|  | 6           | Chang Kai-chen      | Chang Kai-chen      | 6                   | 6                   |  |  |              |                     |                     |              |              |  |

### 3ª sezione
|  | Primo turno | Primo turno             | Primo turno             | Primo turno | Primo turno |  |  | Ultimo turno            | Ultimo turno            | Ultimo turno | Ultimo turno | Ultimo turno |  |
|  |             |                         |                         |             |             |  |  |                         |                         |              |              |              |  |
|  | 3           | Misaki Doi              | Misaki Doi              | 4           | 2           |  |  |                         |                         |              |              |              |  |
|  |             | Estrella Cabeza Candela | Estrella Cabeza Candela | 6           | 6           |  |  | Estrella Cabeza Candela | Estrella Cabeza Candela | 62           | 6            | 6            |  |
|  |             | Leticia Costas Moreira  | Leticia Costas Moreira  | 6           | 7           |  |  | Leticia Costas Moreira  | Leticia Costas Moreira  | 7            | 3            | 0            |  |
|  | 7           | Zarina Dijas            | Zarina Dijas            | 2           | 6           |  |  |                         |                         |              |              |              |  |

### 4ª sezione
|  | Primo turno | Primo turno              | Primo turno              | Primo turno | Primo turno |  |  | Ultimo turno | Ultimo turno             | Ultimo turno             | Ultimo turno | Ultimo turno |  |
|  |             |                          |                          |             |             |  |  |              |                          |                          |              |              |  |
|  | 4           | Zuzana Kučová            | 6                        | 1           | 6           |  |  |              |                          |                          |              |              |  |
|  | WC          | Marija Kondrat'eva       | 4                        | 6           | 3           |  |  | 4            | Zuzana Kučová            | Zuzana Kučová            | 6            | 6            |  |
|  |             | Lara Arruabarrena-Vecino | Lara Arruabarrena-Vecino | 6           | 7           |  |  |              | Lara Arruabarrena-Vecino | Lara Arruabarrena-Vecino | 4            | 3            |  |
|  | 5           | Ol'ga Savčuk             | Ol'ga Savčuk             | 0           | 5           |  |  |              |                          |                          |              |              |  |